# Calamandrana
Calamandrana é uma comuna italiana da região do Piemonte, província de Asti, com cerca de 1.562 habitantes. Estende-se por uma área de 12 km², tendo uma densidade populacional de 130 hab/km². Faz fronteira com Canelli, Cassinasco, Castel Boglione, Nizza Monferrato, Rocchetta Palafea, San Marzano Oliveto.

## Demografia
| Variação demográfica do município entre 1861 e 2011                               |
|                                                                                   |
| Fonte: Istituto Nazionale di Statistica (ISTAT) - Elaboração gráfica da Wikipedia |